# Universidad de París X Nanterre
La Universidad de Nanterre (oficialmente Paris-X, antiguamente Université Paris-Ouest Nanterre La Défense) es una universidad pública francesa de la ciudad de Nanterre, al oeste de París (Isla de Francia). Fue establecida en 1964 como una manera de distribuir la población de la Universidad de París. Su prestigio como institución  pública de educación superior es considerable, tanto por la variada oferta de sus estudios como por los avanzados medios con los que cuenta.
Asimismo, fue el escenario de los acontecimientos centrales de Mayo del 68 y está a menos de 20 minutos en Metro del centro de París. Ha contado, entre sus alumnos célebres, con Nicolas Sarkozy, Dominique Strauss-Kahn, Christine Lagarde, Dominique de Villepin, David Guetta, Daniel Cohn-Bendit, Anne Hidalgo, Leonardo López Luján, Germán Colmenares, Frédéric Mitterrand, Cheng Li-chun, Néstor García Canclini, Yasmina Reza, Emmanuel Macron o Jean-Luc Marion. Sus profesores han sido ilustres, en especial aquellos consagrados a la filosofía y las ciencias sociales: Emmanuel Lévinas, Marshall Sahlins, Jean-Claude Gardin, Henri Lefebvre, Paul Ricœur, Jean Baudrillard, Jacques Galinier, Étienne Balibar o Catherine Perret.
Es el segundo campus universitario de Francia, después de Nantes, cuenta con 2000 profesores investigadores y 35 000 estudiantes. Se desarrolla en 27 hectáreas, constituyendo una ciudad dentro de la ciudad.
La universidad es miembro de la Communauté d'universités et établissements Universidad París Lumières.